# Hansenomysis chini
Hansenomysis chini är en kräftdjursart som beskrevs av Mihai Bacescu 1971. Hansenomysis chini ingår i släktet Hansenomysis och familjen Petalophthalmidae. Inga underarter finns listade i Catalogue of Life.